# انكن
انكن (بالألمانية: Unken) هي بلدية في منطقة زيلامسي بولاية زالتسبورغ، النمسا.